# Парламентские выборы в Микронезии (2021)
Парламентские выборы в Федеративных Штатах Микронезии прошли 2 марта 2021 года. На них избралось 10 из 14 сенаторов Конгресса Федеративных Штатов Микронезии. Поскольку в Микронезии отсутствуют политические партии, все кандидаты выступали как независимые.

## Избирательная система
Парламент Микронезии, называемый Конгресс Федеративных Штатов Микронезии, состоит из 14 сенаторов. 10 сенаторов избираются по одному от каждого избирательного округа на два года, а четыре сенатора избираются от каждого штата по системе пропорционального представительства на четыре года. В связи с тем, что в Микронезии нет политических партий, все кандидаты являлись беспартийными.
После выборов Конгресс избирает президента и вице-президента Микронезии.
На выборах 2019 года избирались все 14 сенаторов, поэтому в 2021 году избирались только сенаторы от округов.